# 河廣縣
河广县（越南语：／）是越南高平省下辖的一个县。
河广县的朔江口岸（位于朔河社）与中国那坡县境内的平孟口岸对口。2011年10月，平孟口岸升格为中国国家一类口岸。

## 地理
河广县东接重庆县，南接和安县和原平县，西接保乐县，北接中华人民共和国广西壮族自治区那坡县和靖西市。

## 历史
“河广”一名源于《詩經·河廣》，阮朝时，河广县属于高平省和安府石林县河广总。法属初期，殖民政府在此设立河广州。1940年代，河广州升格为河广府。
1941年，印度支那共产党以河广境内的北坡村（Pắc Bó）为中心，开辟了越北革命根据地，为1945年越盟成功夺取政权奠定了基础。
1948年3月25日，北越政府改府为县，河广府改为河广县。
1979年中越战争期间，中国人民解放军陆军第122师以朔江（Sóc Giang）为主要目标，激战5天攻克了河广县全境。越军守备河广县的是陆军第346师246团，以及851团第3营、河广独立第1营、河广独立第2营。中方战史称第122师伤亡1000余人，毙越军2080人。
2020年1月10日，通农县并入河广县；桃岸社和扶玉社合并为玉桃社，运颖社并入上村社，仕𠄩社并入鸿仕社，那数社并入长河社，下村社并入马𠀧社，云安社并入改园社，叫安社并入陇淰社，渭光社并入勤安社，平朗社并入清隆社。

## 行政区划
河广县下辖2市镇19社，县莅春和市镇。
- 通农市镇（Thị trấn Thông Nông）
- 春和市镇（Thị trấn Xuân Hoà）
- 改园社（Xã Cải Viên）
- 勤农社（Xã Cần Nông）
- 勤安社（Xã Cần Yên）
- 多通社（Xã Đa Thông）
- 鸿仕社（Xã Hồng Sĩ）
- 陇淰社（Xã Lũng Nặm）
- 良玕社（Xã Lương Can）
- 良通社（Xã Lương Thông）
- 马𠀧社（Xã Mã Ba）
- 玉桃社（Xã Ngọc Đào）
- 玉洞社（Xã Ngọc Động）
- 内村社（Xã Nội Thôn）
- 贵军社（Xã Quý Quân）
- 朔河社（Xã Sóc Hà）
- 清隆社（Xã Thanh Long）
- 上村社（Xã Thượng Thôn）
- 峒骨社（Xã Tổng Cọt）
- 长河社（Xã Trường Hà）
- 安山社（Xã Yên Sơn）